# Anglo-American Club Zürich
De Anglo-American Club Zürich was een Zwitserse voetbalclub uit Zürich. Samen met nog 10 clubs stichtte de club in 1895 de Zwitserse voetbalbond. 
In 1898/99 nam de club deel aan de Zwitserse competitie en werd datzelfde jaar nog kampioen na een 7-0-overwinning in de finale tegen BSC Old Boys Basel. Een jaar daarna werd de club 3e. Het was het laatste optreden van de club.